# Liste der Naturdenkmale in Biberach an der Riß
| Naturdenkmale | Anzahl |
| ------------- | ------ |
| FND           | 0      |
| END           | 10     |
| Gesamt        | 10     |

Die Liste der Naturdenkmale in Biberach an der Riß nennt die verordneten Naturdenkmale (ND) der im baden-württembergischen Landkreis Biberach liegenden Stadt Biberach an der Riß. In Biberach an der Riß gibt es insgesamt zehn als Naturdenkmal geschützte Objekte, keines ist ein flächenhaftes Naturdenkmal (FND), alle sind Einzelgebilde-Naturdenkmale (END).
Stand: 31. Oktober 2016.

## Einzelgebilde (END)
| Name                                    | Bild | Kennung     | Einzelheiten        | Position | Fläche Hektar | Datum         |
| --------------------------------------- | ---- | ----------- | ------------------- | -------- | ------------- | ------------- |
| Eiche am Probststein                    | BW   | 84260210000 | Biberach an der Riß | ⊙        | 0,0           |               |
| 1 Friedhofslinde                        | BW   | 84260210005 | Biberach an der Riß | ⊙        | 0,0           |               |
| 1 Linde am Kanonenberg                  | BW   | 84260210002 | Biberach an der Riß | ⊙        | 0,0           |               |
| 1 Linde an der Saulgauer Steige         | BW   | 84260210003 | Biberach an der Riß | ⊙        | 0,0           |               |
| 1 Linde mit kleiner Kapelle (Bildstock) |      | 84260210008 | Biberach an der Riß | ???      | 0,0           |               |
| 1 Linde südlich der Stadtgärtnerei      | BW   | 84260210006 | Biberach an der Riß | ⊙        | 0,0           |               |
| 1 Tulpenbaum                            | BW   | 84260210012 | Biberach an der Riß | ⊙        | 0,0           | 29. Nov. 1991 |
| 1 Wetterkreuzlinde mit Wetterkreuz      | BW   | 84260210004 | Biberach an der Riß | ⊙        | 0,0           |               |
| 1 Wielandlinde                          | BW   | 84260210009 | Biberach an der Riß | ⊙        | 0,0           |               |
| 2 Linden mit Wegkreuz Schlottertal      |      | 84260210007 | Biberach an der Riß | ???      | 0,0           |               |
| Legende für Naturdenkmal                |      |             |                     |          |               |               |